# Portrait of a Serial Monogamist
Pour plus de détails, voir Fiche technique et Distribution.
Elsie, Monogame en série (Portrait of a Serial Monogamist) est un film canadien écrit et réalisé par John Mitchell et Christina Zeidler, sorti en 2015.

## Synopsis
Une artiste lesbienne dans la quarantaine, laisse tomber sa petite amie de longue date pour suivre une femme plus jeune.
Les souvenirs du passé vont la hanter, et elle va prendre conscience qu'elle a peut-être rompu avec l'amour de sa vie.

## Fiche technique
- Titre original : Portrait of a Serial Monogamist
- Titre français : Elsie, Monogame en série[2],[3]
- Réalisation : John Mitchell, Christina Zeidler
- Scénario : John Mitchell, Christina Zeidler
- Direction artistique :
- Décors :
- Costumes :
- Photographie :
- Montage :
- Musique :
- Production :
- Sociétés de production : Soul Kiss Films
- Sociétés de distribution :
- Pays d’origine :  Canada
- Langue originale : anglais canadien
- Lieux de tournage : Toronto, Ontario, Canada
- Format : Couleurs
- Genre : Comédie dramatique, romance saphique
- Durée : 84 minutes
- Dates de sortie :
  -  États-Unis : 20 juin 2015

## Distribution
- Grace Lynn Kung : Eve
- Robin Duke : Abby Neufeld
- Masa Lizdek : la jeune femme avec l'air renfrogné
- Ian Blackwood (en) : le chanteur solo
- Raoul Bhaneja (en) : Jonathan
- Gavin Crawford (en) : Morgan
- Mackenzie Munro : Elsie Neufeld à 16 ans
- David Gale : Ethan Neufeld
- Scott Anderson : l'homme avec l'accoutrement scandaleux
- Caroline Gillis : Grace
- Sabrina Jalees (en) : Sarah
- Howard Jerome : oncle Ari
- Diane Flacks (en) : Elsie Neufeld
- Hannah Fleming : la fille bon chic bon genre
- Aurora Browne (en) : la fille avec le chien Poma-Dobe